# Seznam hor a kopců v okrese Rokycany
Abecední seznam pojmenovaných vrcholů (hor a kopců) v okrese Rokycany.
Na území okresu zasahují geomorfologické celky:
- Brdská vrchovina (podcelek Brdy)
- Hořovická pahorkatina (Hořovická brázda).
- Křivoklátská vrchovina (Zbirožská vrchovina)
- Plaská pahorkatina (Kralovická pahorkatina)
- Švihovská vrchovina (Radyňská pahorkatina, Rokycanská pahorkatina)

| Vrchol                       | Nadmořská výška (m) | Souřadnice                       | Podcelek               | Poloha                            |       |
| ---------------------------- | ------------------- | -------------------------------- | ---------------------- | --------------------------------- | ----- |
| Babina                       | 422,2               | 49°53′4″ s. š., 13°36′18″ v. d.  | Kralovická pahorkatina | severovýchodně od Kamence         | [ 1 ] |
| Babí skála                   | 531,9               | 49°52′50″ s. š., 13°46′3″ v. d.  | Zbirožská vrchovina    | jihozápadně od Jablečna           |       |
| Babská skála                 | 564,7               | 49°51′29″ s. š., 13°40′0″ v. d.  | Zbirožská vrchovina    | severovýchodně od Skomelna        |       |
| Bábovka                      | 608,0               | 49°44′2″ s. š., 13°42′25″ v. d.  | Brdy                   | severovýchodně od Dobříva         |       |
| Bašovka                      | 509,0               | 49°52′11″ s. š., 13°40′32″ v. d. | Zbirožská vrchovina    | jihozápadně od Biskoupek          |       |
| Bílá skála                   | 486,1               | 49°53′ s. š., 13°40′12″ v. d.    | Zbirožská vrchovina    | západně od Bílé Skály             |       |
| Bílá skála                   | 659,2               | 49°45′ s. š., 13°44′34″ v. d.    | Brdy                   | severně od Strašic                |       |
| Bílá skála                   | 614,0               | 49°41′57″ s. š., 13°44′16″ v. d. | Brdy                   | severovýchodně od Skořic          |       |
| Bráh                         | 523,5               | 49°54′59″ s. š., 13°44′38″ v. d. | Zbirožská vrchovina    | východně od Ostrovce              |       |
| Brno                         | 718,1               | 49°49′22″ s. š., 13°40′14″ v. d. | Zbirožská vrchovina    | jihozápadně od Skomelna           |       |
| Bukov                        | 572,2               | 49°50′28″ s. š., 13°45′13″ v. d. | Zbirožská vrchovina    | východ od Plískova                |       |
| Buzová                       | 524,5               | 49°54′24″ s. š., 13°45′7″ v. d.  | Zbirožská vrchovina    | východně od Lhotky                | [ 2 ] |
| Černá skála                  | 587,8               | 49°54′4″ s. š., 13°48′19″ v. d.  | Zbirožská vrchovina    | severně od Líšné                  | [ 2 ] |
| Černá skalka                 | 468,3               | 49°57′2″ s. š., 13°43′47″ v. d.  | Kralovická pahorkatina | severovýchodně od Podmokel        |       |
| Čertova skála                | 565,7               | 49°51′42″ s. š., 13°44′43″ v. d. | Zbirožská vrchovina    | severovýchodně od Chotětína       |       |
| Čertova skála                | 583,4               | 49°53′47″ s. š., 13°49′10″ v. d. | Zbirožská vrchovina    | severovýchodně od Líšné           |       |
| Červený vrch                 | 533,8               | 49°56′19″ s. š., 13°46′59″ v. d. | Zbirožská vrchovina    | jižně od Skryjí                   |       |
| Čihadlo                      | 417,9               | 49°43′ s. š., 13°37′47″ v. d.    | Rokycanská pahorkatina | jižně od Kamenného Újezdu         |       |
| Čihadlo                      | 578,5               | 49°49′2″ s. š., 13°38′ v. d.     | Zbirožská vrchovina    | jižně od Sklené Hutě              |       |
| Čihátko                      | 385,0               | 49°56′45″ s. š., 13°44′46″ v. d. | Zbirožská vrchovina    | jižně od Čilé                     |       |
| Čihátko                      | 467,1               | 49°54′9″ s. š., 13°41′29″ v. d.  | Zbirožská vrchovina    | severozápadně od Terešova         |       |
| Čihátko                      | 653,6               | 49°49′15″ s. š., 13°41′40″ v. d. | Zbirožská vrchovina    | jihozápadně od Lhoty pod Radčem   |       |
| Čilina                       | 523,4               | 49°44′10″ s. š., 13°33′1″ v. d.  | Rokycanská pahorkatina | západně od Rokycan                |       |
| Dlouhá jáma                  | 424,3               | 49°55′47″ s. š., 13°42′37″ v. d. | Kralovická pahorkatina | jihovýchodně od Podmokel          |       |
| Dlouhá skála                 | 580,0               | 49°53′28″ s. š., 13°49′ v. d.    | Zbirožská vrchovina    | severovýchodně od Líšné           | [ 2 ] |
| Dubina                       | 634,3               | 49°41′31″ s. š., 13°43′9″ v. d.  | Brdy                   | severovýchodně od Skořic          |       |
| Florián                      | 565,6               | 49°42′48″ s. š., 13°42′37″ v. d. | Brdy                   | jihovýchodně od Dobříva           |       |
| Hadí vrch                    | 547,4               | 49°51′36″ s. š., 13°39′53″ v. d. | Zbirožská vrchovina    | východně od Pajzova               |       |
| Hamouz (Kloub)               | 469,7               | 49°56′25″ s. š., 13°39′36″ v. d. | Kralovická pahorkatina | severně od Chlumu                 |       |
| Hlava                        | 789,0               | 49°43′21″ s. š., 13°49′43″ v. d. | Brdy                   | jihovýchodně od Strašic           |       |
| Holeček                      | 481,2               | 49°52′35″ s. š., 13°44′54″ v. d. | Zbirožská vrchovina    | jižně od Přísednice               |       |
| Homberk (Vísecká skála)      | 590,5               | 49°39′14″ s. š., 13°40′20″ v. d. | Radyňská pahorkatina   | severozápadně od Vísek            |       |
| Homole                       | 448,9               | 49°47′18″ s. š., 13°44′36″ v. d. | Hořovická brázda       | jihovýchodně od Mýta              |       |
| Homole                       | 453,9               | 49°52′59″ s. š., 13°37′3″ v. d.  | Kralovická pahorkatina | východně od Kamence               |       |
| Homole                       | 479,3               | 49°50′50″ s. š., 13°43′57″ v. d. | Zbirožská vrchovina    | severozápadně od Plískova         |       |
| Homolka                      | 479,1               | 49°54′31″ s. š., 13°39′49″ v. d. | Kralovická pahorkatina | severně od Skoupého               |       |
| Horka                        | 489,6               | 49°51′46″ s. š., 13°48′33″ v. d. | Zbirožská vrchovina    | jihovýchodně od Týčku             |       |
| Holý vrch                    | 383,0               | 49°50′16″ s. š., 13°31′34″ v. d. | Kralovická pahorkatina | západně od Darové                 |       |
| Holý vrch                    | 455,9               | 49°51′3″ s. š., 13°32′32″ v. d.  | Kralovická pahorkatina | severozápadně od Vranovic         |       |
| Hovězák (Újezdský vrch)      | 466,3               | 49°51′ s. š., 13°33′35″ v. d.    | Kralovická pahorkatina | severovýchodně od Vranovic        |       |
| Hrad                         | 679,6               | 49°49′27″ s. š., 13°41′16″ v. d. | Zbirožská vrchovina    | západně od Lhoty pod Radčem       |       |
| Hrádecký vrch                | 549,3               | 49°43′28″ s. š., 13°39′24″ v. d. | Brdy                   | severozápadně od Pavlovska        |       |
| Hrádek                       | 500,1               | 49°52′11″ s. š., 13°36′19″ v. d. | Kralovická pahorkatina | severně od Radnic                 |       |
| Hradiště                     | 387,7               | 49°52′57″ s. š., 13°35′51″ v. d. | Kralovická pahorkatina | severně od Kamence                |       |
| Hradiště                     | 618,8               | 49°48′40″ s. š., 13°37′7″ v. d.  | Zbirožská vrchovina    | východně od Březiny               |       |
| Hřímavka                     | 595,3               | 49°40′43″ s. š., 13°42′54″ v. d. | Brdy                   | východně od Skořic                |       |
| Hůrka                        | 383,8               | 49°56′55″ s. š., 13°40′45″ v. d. | Kralovická pahorkatina | jihozápadně od Zvíkovce           |       |
| Hůrka                        | 466,2               | 49°53′41″ s. š., 13°38′46″ v. d. | Kralovická pahorkatina | severně od Hlohovic               |       |
| Hůrka                        | 484,5               | 49°46′26″ s. š., 13°32′45″ v. d. | Zbirožská vrchovina    | jihozápadně od Třebnušky          |       |
| Hůrka                        | 485,0               | 49°53′17″ s. š., 13°42′57″ v. d. | Rokycanská pahorkatina | severozápadně od Litohlav         |       |
| Hůrka                        | 488,0               | 49°51′36″ s. š., 13°38′12″ v. d. | Kralovická pahorkatina | jižně od Chomle                   |       |
| Hůrka                        | 500,2               | 49°50′45″ s. š., 13°38′13″ v. d. | Kralovická pahorkatina | ve Skomelnu                       |       |
| Hůrka                        | 514,4               | 49°49′23″ s. š., 13°44′8″ v. d.  | Zbirožská vrchovina    | severozápadně od Siré             |       |
| Chlum                        | 429,2               | 49°49′26″ s. š., 13°32′22″ v. d. | Kralovická pahorkatina | jihozápadně od Kříší              |       |
| Chlum                        | 561,0               | 49°46′54″ s. š., 13°39′8″ v. d.  | Zbirožská vrchovina    | východně od Volduch               |       |
| Chlumec                      | 489,1               | 49°53′53″ s. š., 13°42′43″ v. d. | Zbirožská vrchovina    | východně od Terešova              |       |
| Chlumek                      | 503,6               | 49°39′19″ s. š., 13°36′54″ v. d. | Radyňská pahorkatina   | západně od Mešna                  |       |
| Chrástecký vrch              | 385,8               | 49°47′39″ s. š., 13°30′30″ v. d. | Kralovická pahorkatina | jižně od Smědčic                  |       |
| Jestřábí                     | 397,5               | 49°56′6″ s. š., 13°36′2″ v. d.   | Kralovická pahorkatina | jihozápadně od Tříman             |       |
| Jezovky                      | 545,3               | 49°51′37″ s. š., 13°42′16″ v. d. | Zbirožská vrchovina    | jihovýchodně od Sebečic           |       |
| Kamenná                      | 402,2               | 49°57′21″ s. š., 13°42′35″ v. d. | Kralovická pahorkatina | jihozápadně od Hradiště           |       |
| Kamenná                      | 735,5               | 49°41′55″ s. š., 13°45′57″ v. d. | Brdy                   | jižně od Strašic                  |       |
| Kamýk                        | 420,2               | 49°46′17″ s. š., 13°35′27″ v. d. | Rokycanská pahorkatina | v Oseku                           |       |
| Kařízská hora                | 567,3               | 49°49′ s. š., 13°48′1″ v. d.     | Brdy                   | severně od Kařízku                |       |
| Kočka                        | 789,6               | 49°40′53″ s. š., 13°47′14″ v. d. | Brdy                   | jižně od Strašic                  |       |
| Kohoutov                     | 595,7               | 49°54′30″ s. š., 13°46′15″ v. d. | Zbirožská vrchovina    | východně od Lhotky                |       |
| Kokotsko                     | 501,4               | 49°47′9″ s. š., 13°32′52″ v. d.  | Rokycanská pahorkatina | jihovýchodně od Bušovic           |       |
| Konesův vrch                 | 590,1               | 49°43′37″ s. š., 13°41′12″ v. d. | Brdy                   | severně od Dobříva                |       |
| Kopanina                     | 399,4               | 49°57′ s. š., 13°42′3″ v. d.     | Kralovická pahorkatina | jihovýchodně od Zvíkovce          |       |
| Kopaniny                     | 587,4               | 49°45′28″ s. š., 13°48′16″ v. d. | Brdy                   | severovýchodně od Tění            |       |
| Koruna                       | 831,6               | 49°41′44″ s. š., 13°50′15″ v. d. | Brdy                   | jihovýchodně od Strašic           |       |
| Kotel                        | 575,3               | 49°42′43″ s. š., 13°35′45″ v. d. | Rokycanská pahorkatina | jižně od Rokycan                  |       |
| Kouklova hora                | 531,8               | 49°43′33″ s. š., 13°40′28″ v. d. | Brdy                   | severovýchodně od Pavlovska       |       |
| Kuželkovic vršek             | 554,8               | 49°39′32″ s. š., 13°39′47″ v. d. | Radyňská pahorkatina   | jihovýchodně od Příkosic          |       |
| Kramářka                     | 488,6               | 49°53′8″ s. š., 13°41′25″ v. d.  | Zbirožská vrchovina    | východně od Bílé Skály            |       |
| Křemenáč                     | 493,1               | 49°49′48″ s. š., 13°35′10″ v. d. | Kralovická pahorkatina | na jižním okraji Břas             |       |
| Lípa                         | 503,5               | 49°56′7″ s. š., 13°44′11″ v. d.  | Zbirožská vrchovina    | východně od Podmokel              |       |
| Lom                          | 501,7               | 49°48′26″ s. š., 13°44′58″ v. d. | Zbirožská vrchovina    | jihozápadně od Siré               |       |
| Malý Přecek (Klouzavý vrch)  | 509,6               | 49°40′29″ s. š., 13°39′41″ v. d. | Radyňská pahorkatina   | severně od Příkosic               |       |
| Malý vršek                   | 539,0               | 49°55′3″ s. š., 13°47′7″ v. d.   | Zbirožská vrchovina    | východně od Ostrovce              |       |
| Malý Vydřiduch               | 506,3               | 49°46′24″ s. š., 13°40′16″ v. d. | Zbirožská vrchovina    | západně od Holoubkova             |       |
| Matčina hora                 | 486,7               | 49°53′14″ s. š., 13°44′35″ v. d. | Zbirožská vrchovina    | severozápadně od Přísednic        |       |
| Mýtský vrch                  | 538,4               | 49°47′50″ s. š., 13°42′57″ v. d. | Zbirožská vrchovina    | jihovýchodně od Těškova           |       |
| Na Dražkách                  | 435,8               | 49°56′48″ s. š., 13°42′53″ v. d. | Kralovická pahorkatina | severovýchodně od Podmokel        |       |
| Na Floriánu                  | 459,3               | 49°50′59″ s. š., 13°36′27″ v. d. | Kralovická pahorkatina | jižně od Radnic                   | [ 2 ] |
| Na Homolce                   | 494,9               | 49°52′47″ s. š., 13°40′21″ v. d. | Zbirožská vrchovina    | jihozápadně od Bílé Skály         | [ 2 ] |
| Na Hrádku                    | 294,0               | 49°57′23″ s. š., 13°40′19″ v. d. | Kralovická pahorkatina | západně od Zvíkovce               |       |
| Na Hranicích                 | 503,5               | 49°52′50″ s. š., 13°47′29″ v. d. | Zbirožská vrchovina    | jihozápadně od Líšné              |       |
| Na Hůrce                     | 524,4               | 49°46′32″ s. š., 13°47′38″ v. d. | Brdy                   | jihovýchodně od Cheznovic         |       |
| Na Hůrkách                   | 496,5               | 49°52′20″ s. š., 13°41′48″ v. d. | Zbirožská vrchovina    | severovýchodně od Sebečic         |       |
| Na Kalvárii                  | 498,8               | 49°49′26″ s. š., 13°36′16″ v. d. | Zbirožská vrchovina    | východně od Bezděkova             |       |
| Na Kobzách                   | 400,9               | 49°45′41″ s. š., 13°38′44″ v. d. | Rokycanská pahorkatina | na západním okraji Svojkovic      |       |
| Na Mýti                      | 431,9               | 49°53′29″ s. š., 13°33′28″ v. d. | Kralovická pahorkatina | západně od Lhotky u Radnic        |       |
| Na Prkénce                   | 552,1               | 49°50′5″ s. š., 13°40′37″ v. d.  | Zbirožská vrchovina    | jihovýchodně od Skomelna          |       |
| Na Průhoně                   | 480,6               | 49°49′18″ s. š., 13°46′4″ v. d.  | Hořovická brázda       | východně od Cekova                |       |
| Na Solích                    | 578,2               | 49°50′44″ s. š., 13°39′57″ v. d. | Zbirožská vrchovina    | východně od Skomelna              |       |
| Na Vartě                     | 508,6               | 49°46′48″ s. š., 13°47′27″ v. d. | Brdy                   | východně od Cheznovic             |       |
| Na Vrších                    | 425,1               | 49°45′56″ s. š., 13°37′30″ v. d. | Rokycanská pahorkatina | jižně od Volduch                  |       |
| Na Vrších                    | 477,6               | 49°53′22″ s. š., 13°40′34″ v. d. | Zbirožská vrchovina    | severně od Bílé Skály             |       |
| Na Vrších                    | 481,3               | 49°50′46″ s. š., 13°34′33″ v. d. | Kralovická pahorkatina | východně od Vranovic              |       |
| Na Vrších                    | 542,7               | 49°44′26″ s. š., 13°46′17″ v. d. | Brdy                   | jihovýchodně od Strašic           |       |
| Nevida (U Nevida)            | 525,0               | 49°40′49″ s. š., 13°35′35″ v. d. | Radyňská pahorkatina   | jihozápadně od Nevidu             |       |
| Ohrada                       | 508,7               | 49°44′53″ s. š., 13°40′41″ v. d. | Brdy                   | severozápadně od Hůrek            |       |
| Okrouhlík                    | 707,8               | 49°38′48″ s. š., 13°43′56″ v. d. | Brdy                   | východně od Trokavce              |       |
| Ořechovka                    | 469,4               | 49°39′17″ s. š., 13°34′44″ v. d. | Radyňská pahorkatina   | západně od Kornatic               |       |
| Osecký vrch                  | 412,2               | 49°45′15″ s. š., 13°35′55″ v. d. | Rokycanská pahorkatina | severně od Rokycan                |       |
| Osičina                      | 618,8               | 49°45′41″ s. š., 13°45′15″ v. d. | Brdy                   | severovýchodně od Strašic         |       |
| Ostrý vrch                   | 641,4               | 49°45′14″ s. š., 13°46′ v. d.    | Brdy                   | západně od Tění                   |       |
| Ovčácký vrch                 | 444,5               | 49°50′33″ s. š., 13°36′44″ v. d. | Kralovická pahorkatina | severně od Přívětic               |       |
| Palcíř                       | 724,5               | 49°40′7″ s. š., 13°44′28″ v. d.  | Brdy                   | jihovýchodně od Skořic            |       |
| Pečiště                      | 530,1               | 49°50′12″ s. š., 13°44′17″ v. d. | Zbirožská vrchovina    | jihovýchodně od Plískova          |       |
| Plesnivka                    | 515,0               | 49°51′57″ s. š., 13°39′32″ v. d. | Zbirožská vrchovina    | jihovýchodně od Vejvanova         |       |
| Plzeňský vrch                | 527,6               | 49°47′30″ s. š., 13°40′28″ v. d. | Zbirožská vrchovina    | severozápadně od Holoubkova       |       |
| Poddubí                      | 532,8               | 49°42′17″ s. š., 13°34′24″ v. d. | Radyňská pahorkatina   | severozápadně od Rakové           |       |
| Přešov                       | 505,4               | 49°48′6″ s. š., 13°34′44″ v. d.  | Rokycanská pahorkatina | jihozápadně od Březiny            |       |
| Převážení                    | 606,9               | 49°42′21″ s. š., 13°42′16″ v. d. | Brdy                   | jihovýchodně od Dobříva           |       |
| Radeč                        | 722,7               | 49°49′23″ s. š., 13°39′58″ v. d. | Zbirožská vrchovina    | jihozápadně od Skomelna           |       |
| Radost                       | 583,4               | 49°54′59″ s. š., 13°46′7″ v. d.  | Zbirožská vrchovina    | východně od Ostrovce              |       |
| Radlice                      | 491,9               | 49°53′13″ s. š., 13°42′7″ v. d.  | Zbirožská vrchovina    | jižně od Terešova                 |       |
| Rovnička                     | 502,2               | 49°52′9″ s. š., 13°37′11″ v. d.  | Kralovická pahorkatina | severozápadně od Chomle           |       |
| Rumpál                       | 639,1               | 49°48′37″ s. š., 13°38′22″ v. d. | Zbirožská vrchovina    | východně od Březiny               |       |
| Sirská hora                  | 523,5               | 49°56′20″ s. š., 13°45′39″ v. d. | Zbirožská vrchovina    | východně od Podmokel              |       |
| Sirská hora                  | 592,5               | 49°48′53″ s. š., 13°43′42″ v. d. | Zbirožská vrchovina    | jihozápadně od Siré               |       |
| Skalka                       | 397,2               | 49°54′45″ s. š., 13°35′3″ v. d.  | Kralovická pahorkatina | jihovýchodně od Bujesil           |       |
| Smrkový vrch                 | 443,4               | 49°45′40″ s. š., 13°33′7″ v. d.  | Rokycanská pahorkatina | jihozápadně od Litohlav           |       |
| Strážov                      | 511,3               | 49°55′47″ s. š., 13°46′20″ v. d. | Zbirožská vrchovina    | jižně od Skryjí                   |       |
| Střežatka                    | 433,6               | 49°56′19″ s. š., 13°40′49″ v. d. | Kralovická pahorkatina | západně od Podmokel               |       |
| Svatý Vojtěch                | 513,8               | 49°42′7″ s. š., 13°38′50″ v. d.  | Rokycanská pahorkatina | jižně od Hrádku                   |       |
| Světovina                    | 560,4               | 49°52′6″ s. š., 13°44′32″ v. d.  | Zbirožská vrchovina    | severozápadně od Zbirohu          |       |
| Svinenský vrch (Na Špýcharu) | 473,9               | 49°53′55″ s. š., 13°37′31″ v. d. | Kralovická pahorkatina | jihozápadně od Vojenic            | [ 2 ] |
| Šibenec                      | 511,6               | 49°51′43″ s. š., 13°47′27″ v. d. | Zbirožská vrchovina    | jihozápadně od Týčku              |       |
| Špičatý vrch                 | 621,3               | 49°45′19″ s. š., 13°42′3″ v. d.  | Brdy                   | severovýchodně od Hůrek           |       |
| Těchovín                     | 616,7               | 49°55′2″ s. š., 13°47′42″ v. d.  | Zbirožská vrchovina    | východně od Ostrovce              |       |
| Trhoň                        | 624,2               | 49°45′32″ s. š., 13°42′14″ v. d. | Brdy                   | jihozápadně od Medového Újezdu    |       |
| Trokavecká skála             | 706,5               | 49°38′33″ s. š., 13°42′58″ v. d. | Brdy                   | jihovýchodně od Trokavce          |       |
| Třítrubecká vyhlídka         | 605,0               | 49°42′13″ s. š., 13°47′4″ v. d.  | Brdy                   | jihovýchodně od Strašic           |       |
| Týčský vrch                  | 580,5               | 49°54′37″ s. š., 13°47′6″ v. d.  | Zbirožská vrchovina    | východně od Lhotky                |       |
| U Cikánského křížku          | 476,8               | 49°47′43″ s. š., 13°44′45″ v. d. | Hořovická brázda       | severovýchodně od Mýta            |       |
| U Habru                      | 538,8               | 49°40′55″ s. š., 13°37′16″ v. d. | Radyňská pahorkatina   | jihovýchodně od Nevidu            |       |
| U Hřbitova                   | 497,8               | 49°49′55″ s. š., 13°42′29″ v. d. | Zbirožská vrchovina    | severně od Lhoty pod Radčem       |       |
| U Rožnova lomu               | 578,8               | 49°47′54″ s. š., 13°36′19″ v. d. | Zbirožská vrchovina    | jižně od Březiny                  |       |
| Ušák                         | 529,6               | 49°53′51″ s. š., 13°44′47″ v. d. | Zbirožská vrchovina    | severovýchodně od Třebnušky       |       |
| Ve vrchu (býv. Na skále)     | 508,8               | 49°46′20″ s. š., 13°43′37″ v. d. | Brdy                   | jihovýchodně od Medového Újezdu   |       |
| Velká Hůrka                  | 407,4               | 49°56′2″ s. š., 13°36′15″ v. d.  | Kralovická pahorkatina | jižně od Tříman                   | [ 2 ] |
| Velký kámen                  | 547,5               | 49°43′42″ s. š., 13°44′12″ v. d. | Brdy                   | západně od Strašic                |       |
| Velký Přecek                 | 557,8               | 49°40′14″ s. š., 13°40′10″ v. d. | Radyňská pahorkatina   | východně od Příkosic              |       |
| Velký vrch                   | 487,2               | 49°47′59″ s. š., 13°33′25″ v. d. | Rokycanská pahorkatina | jihovýchodně od Střapole          |       |
| Velký vrch                   | 579,6               | 49°56′6″ s. š., 13°46′57″ v. d.  | Zbirožská vrchovina    | jižně od Skryjí                   |       |
| Ve Skalách                   | 568,2               | 49°40′8″ s. š., 13°38′27″ v. d.  | Radyňská pahorkatina   | východně od Kakejcova             |       |
| Vlč                          | 601,6               | 49°43′21″ s. š., 13°43′36″ v. d. | Brdy                   | západně od Strašic                |       |
| Vrabčiny                     | 454,3               | 49°55′20″ s. š., 13°40′1″ v. d.  | Kralovická pahorkatina | severovýchodně od Prašného Újezdu |       |
| Vrch                         | 401,4               | 49°54′42″ s. š., 13°33′5″ v. d.  | Kralovická pahorkatina | v Horním Liblíně                  |       |
| Vrchy                        | 717,5               | 49°42′39″ s. š., 13°48′27″ v. d. | Brdy                   | jihovýchodně od Strašic           |       |
| Vršíček                      | 436                 | 49°45′32″ s. š., 13°33′54″ v. d. | Rokycanská pahorkatina | jižně od Litohlav                 |       |
| Vršky                        | 527,6               | 49°40′48″ s. š., 13°35′43″ v. d. | Radyňská pahorkatina   | jihozápadně od Nevidu             |       |
| V Senci                      | 469,0               | 49°52′55″ s. š., 13°38′50″ v. d. | Kralovická pahorkatina | jižně od Hlohovic                 |       |
| Vydřiduch                    | 513,1               | 49°46′15″ s. š., 13°39′56″ v. d. | Zbirožská vrchovina    | západně od Holoubkova             |       |
| Záborčí                      | 571,4               | 49°41′40″ s. š., 13°41′29″ v. d. | Brdy                   | východně od Mirošova              |       |
| Zlamnoha                     | 519,3               | 49°40′39″ s. š., 13°40′4″ v. d.  | Radyňská pahorkatina   | jižně od Mirošova                 |       |
| Zelená hora                  | 412,6               | 49°56′19″ s. š., 13°40′49″ v. d. | Kralovická pahorkatina | severozápadně od Podmokel         |       |
| Žďár                         | 629,5               | 49°44′18″ s. š., 13°39′29″ v. d. | Brdy                   | východně od Rokycan               |       |

## Vrcholy zaniklé v důsledku těžby
| Vrchol       | Původní nadmořská výška (m) | Souřadnice                       | Podcelek            | Poloha                   |
| ------------ | --------------------------- | -------------------------------- | ------------------- | ------------------------ |
| Kněžský vrch | 596                         | 49°48′38″ s. š., 13°42′19″ v. d. | Zbirožská vrchovina | severozápadně od Těškova |